# Mama (canção de Clean Bandit)
"Mama" é uma canção gravada pelo grupo de música eletrônica britânico Clean Bandit com participação da cantora compatriota Ellie Goulding, lançada como o sétimo single do segundo álbum de Clean Bandit, What Is Love?, em 22 de fevereiro de 2019.

## Vídeo musical
Clean Bandit lançou o vídeo musical que acompanha o single no YouTube em 25 de fevereiro de 2019, após adiar seu lançamento várias vezes devido a problemas técnicos.  O vídeo é estrelado por um personagem que se assemelha a Donald Trump, ironizando sua infância até a idade adulta quando é eleito presidente. A banda não disse se o personagem é Trump, mas disse que escreveu um roteiro sobre "um garoto cujo poder foi tirado dele quando criança e ele cresceu determinado a tomar de volta esse poder".

## Faixas e formatos
- Download digital – Tiësto's Big Room Remix[3]

1. "Mama" (Tiësto's Big Room Remix) – 2:36

- Download digital – Morgan Page Remix[4]

1. "Mama" (Morgan Page Remix) – 2:57

- Download digital – acústico[5]

1. "Mama" (acoustic) – 3:06
2. "Mama" - 3:09

## Desempenho nas tabelas musicais
| Tabela musical (2019)                      | Melhor posição |
| ------------------------------------------ | -------------- |
| Escócia (The Official Charts Company)      | 63             |
| Irlanda (Irish Recorded Music Association) | 97             |
| Reino Unido (UK Singles Chart)             | 98             |